# Águeda de Vianney
María Teresa López González más conocida como Águeda de Vianney (n. 2 de octubre de 1928 en La Coruña, Galicia - f. 16 de agosto de 2003), fue una escritora española de más de 25 novelas rosas entre 1947 y 1958. Era la hermana de la también escritora Josefina López de Serantes

## Biografía
María Teresa López González nació el 2 de octubre de 1928 en La Coruña, Galicia, España, hija de Jesús López Castiñeira, escritor y periodista, y Josefina González Canosa. Tubo dos hermanas Josefina, también escritora y periodista, y Carmen, que falleció a los pocos meses.
Comenzó a escribir muy joven novelas rosas bajo el seudónimo de Águeda de Vianney, publicando más de 25 obras durante 11 años.

"Espero de la vida y la experiencia un estilo nuevo que haga brotar de mi pluma lo mucho que encierra mi corazón."
Águeda de Vianney

Dejó de publicar novelas tras contraer matrimonio con José Lage González. Falleció a los 74 años, el 16 de agosto de 2003.

### Como Águeda de Vianney
- El secreto de una vida	(1947)
- Ilusiones muertas	(1948)
- El enigma de un hombre	(1949)
- Esclavo de la ambición	(1949)
- La intrusa	(1949)
- Perdida en la noche	(1949)
- Un idilio en el Japón	(1949)
- Cuando el amor llega	(1950)
- El error de Mónica	(1950)
- La pequeña salvaje	(1950)
- La sombra de Amy	(1950)
- Luchando por la felicidad	(1950)
- El castellano de Rockmount	(1951)
- El secreto de Lord Wayntton	(1952)
- Marido comprado	(1953)
- Pasiones ardientes	(1954)
- Aquel último día	(1955)
- Atormentada	(1955)
- El precio del pecado	(1955)
- No soy una aventurera	(1955)
- Aventura en Niza	(1956)
- Viaje hacia el amor	(1956)
- Eternamente sola	(1957)
- Granja feliz	(1958)
- Las niñas crecen	(1958)
- Nace el amor	(1958)